# Kunovo
Kunovo je přírodní rezervace v katastrálních územích obcí Valaská Dubová v okrese Ružomberok a Jasenová v okrese Dolný Kubín v Žilinském kraji na Slovensku. Území bylo vyhlášeno v roce 1980 a jeho rozloha je 11,92 hektaru. Předmětem ochrany je geologicky a esteticky významná krajinná dominanta na okraji trosky chočského příkrovu, svým vývojem související s územím národní přírodní rezervace Choč. V rezervaci se objevuje hodnotná lesní, travní a křovinná vegetace s množstvím biotopů chráněných rostlin a živočichů.